# ヤロスラフ・ヘイロフスキー
ヤロスラフ・ヘイロフスキー（Jaroslav Heyrovský, 1890年12月20日-1967年3月27日）はチェコプラハ出身の分析化学者。ポーラログラフィーの原理を発見したことで知られ、その功績で1959年のノーベル化学賞を受賞した。

## 生涯
プラハ大学のローマ法の教授、レオポルド・ヘイロフスキーの子として生を受ける。初等教育をプラハで受けた後の1910年から1914年までロンドン大学ユニバーシティ・カレッジに留学し、ウィリアム・ラムゼーの下で研鑽を積んだ。その後はプラハに戻り、カレル大学で研究を始めた。また、フレデリック・ドンナンから電気化学について学ぶ。1913年に学士を取得。この際の研究はアルミニウムの平衡電極電位に関するもので、後に発明するポーラログラフの萌芽がここにある。第一次世界大戦が始まると陸軍病院で薬剤師兼放射線医として働いた。その後も研究を続け、1918年に学術博士、1921年に理学博士となる。
カレル大学では滴下水銀電極の研究を行った。1922年に准教授となる。1925年に志方益三と共に滴下水銀電極を用いた電流-電位曲線を自動で記録する装置を完成させた。これがポーラログラフで、電解反応を分析する有力な分析手法である。1926年に教授に昇格する。その後もポーラログラフィーの発展と啓蒙に務めた。1950年ポーラログラフ研究所の所長に任命され、1952年には科学アカデミーの会員となった。
その後も1955年にドレスデン工科大学（ドレスデン）、1960年にパリ大学から名誉博士号を贈られるなど、数多くの名誉に浴した。プラハで没。
1982年に発見され、ヘイロフスキーに因んで名づけられた小惑星がある。